# وایوا
وایوا (به لاتین: Waiowa) یک آتشفشان در پاپوآ گینه نو است که در استان اورو واقع شده‌است. وایوا ۶۴۰ متر بالاتر از سطح دریا واقع شده‌است.